# Речото ди Гамбеллара
Речо́то ди Гамбелла́ра ( Recioto di Gambellara) — итальянское белое сладкое вино, производимое в провинции Виченца региона Венето. При изготовлении вина используется только виноград гарганега. Основой технологии вина речото является процесс аппассименто (итал. appassimento) — предварительное подсушивание винограда в специализированных проветриваемых помещениях для удаления до 40 % содержащейся в ягодах влаги. В результате происходит насыщение сока веществами, содержащимися в кожице ягод, при повышении процентного содержания сахара. Процесс подвяливания винограда занимает от 3-4 недель до 4 месяцев. В ходе дальнейшей ферментации виноделы прерывают процесс при достижении требуемого уровня остаточного сахара, после чего вино выдерживается до сентября следующего за урожаем года. В 2008 году вино Речото ди Гамбеллара получило высший статус традиционных итальянских вин — DOCG.